# شویانتنگکی ماوه
شویانتنگکی ماوه (به لهستانی:  Świątniki Małe) یک روستا در لهستان است که در گمینا میلشن واقع شده‌است.